# Kristýna Burlová
Kristýna Burlová (Pilsen, 25 maart 2002) is een Tsjechisch wielrenster.

## Carrière
Als juniore werd Burlová nationaal kampioene tijdrijden en nam ze deel aan zowel de Europese (tweemaal) als de wereldkampioenschappen.
In 2022 maakte Burlová de overstap naar Lotto Soudal. Namens die ploeg reed ze dat jaar onder meer de Ronde van Vlaanderen en de Waalse Pijl. In haar tweede seizoen werd ze onder meer zesde in de Scheldeprijs en nam ze deel aan zowel de tijdrit als de wegwedstrijd op het wereldkampioenschap. Na twee seizoenen in Belgische dienst maakte ze in 2024 de overstap naar het Britse Lifeplus Wahoo. Haar debuut voor die ploeg maakte ze in januari in de Tour Down Under, waar ze in de eerste rit naar de vierde plek sprintte. Vanwege financiële problemen stopte de ploeg noodgedwongen halverwege het seizoen, waarna Burlová in september overstapte naar Team Dukla Praha. Aan het eind van het jaar werd ze, namens haar nieuwe ploeg, nog zestiende in het eindklassement van de Ronde van Chongming.
In 2025 tekende Burlová haar eerste contract in de World Tour, bij het Duitse CERATIZIT Pro Cycling Team. Eind januari werd ze negende in de Schwalbe Women's One Day Classic. Eind juni werd ze nationaal kampioene op de weg. In de nationale kampioenstrui stond ze een maand later aan de start van haar eerste Ronde van Frankrijk. In de zesde rit haalde ze de finish niet.

## Palmares

### Overwinningen
2020
 Tsjechisch kampioene tijdrijden, junioren
2025
 Tsjechisch kampioene op de weg, elite

### Resultaten in voornaamste wedstrijden
| Jaar | Ronde van Italië | Ronde van Frankrijk | Ronde van Spanje |
| ---- | ---------------- | ------------------- | ---------------- |
| 2022 |                  |                     |                  |
| 2023 |                  |                     |                  |
| 2024 |                  |                     |                  |
| 2025 |                  | opgave              |                  |

| Jaar | Gent-Wevelgem | Ronde van Vlaanderen | Parijs-Roubaix | Amstel Gold Race |  | WK op de weg |
| ---- | ------------- | -------------------- | -------------- | ---------------- |  | ------------ |
| 2022 | opgave        | opgave               |                |                  |  |              |
| 2023 | 55e           | opgave               |                | opgave           |  | opgave       |
| 2024 | 62e           | opgave               | 93e            |                  |  |              |
| 2025 | 22e           |                      | 75e            | opgave           |  |              |

## Ploegen
- 2022 –  Lotto Soudal Ladies
- 2023 –  Lotto Dstny Ladies
- 2024 –  Lifeplus Wahoo (tot 20 september)
- 2024 –  Team Dukla Praha (vanaf 21 september)
- 2025 –  CERATIZIT Pro Cycling Team

Brandt · Burlová · De Clercq · Docx · Geurts · Gielkens · Knight · Van de Paar · Parkinson · Vander Sande · Sigmund · Vervloet · Waterreus
Aintila · Bastiaenssen · Burlová · De Clercq · Docx · Egtoft Jensen · Geurts · Gielkens · van de Guchte · Hendrickx · Nicolaes · Van de Paar · Sap · Sigmund · Vervloet
Burlová (tot 20/9) · Franz · González · Harris · Jamieson · King · Leech · Richardson · Rysz · Söderqvist · Van der Wolf
Alonso · Brauße · Burlová · Van Dam · Eberle · Fiorin · Hartmann (vanaf 14/3) · Hashimi · Hengeveld · Jaskulska · Miermont · Le Mouel · De Zoete · Zsankó